# Wollert Konow (1845–1924)

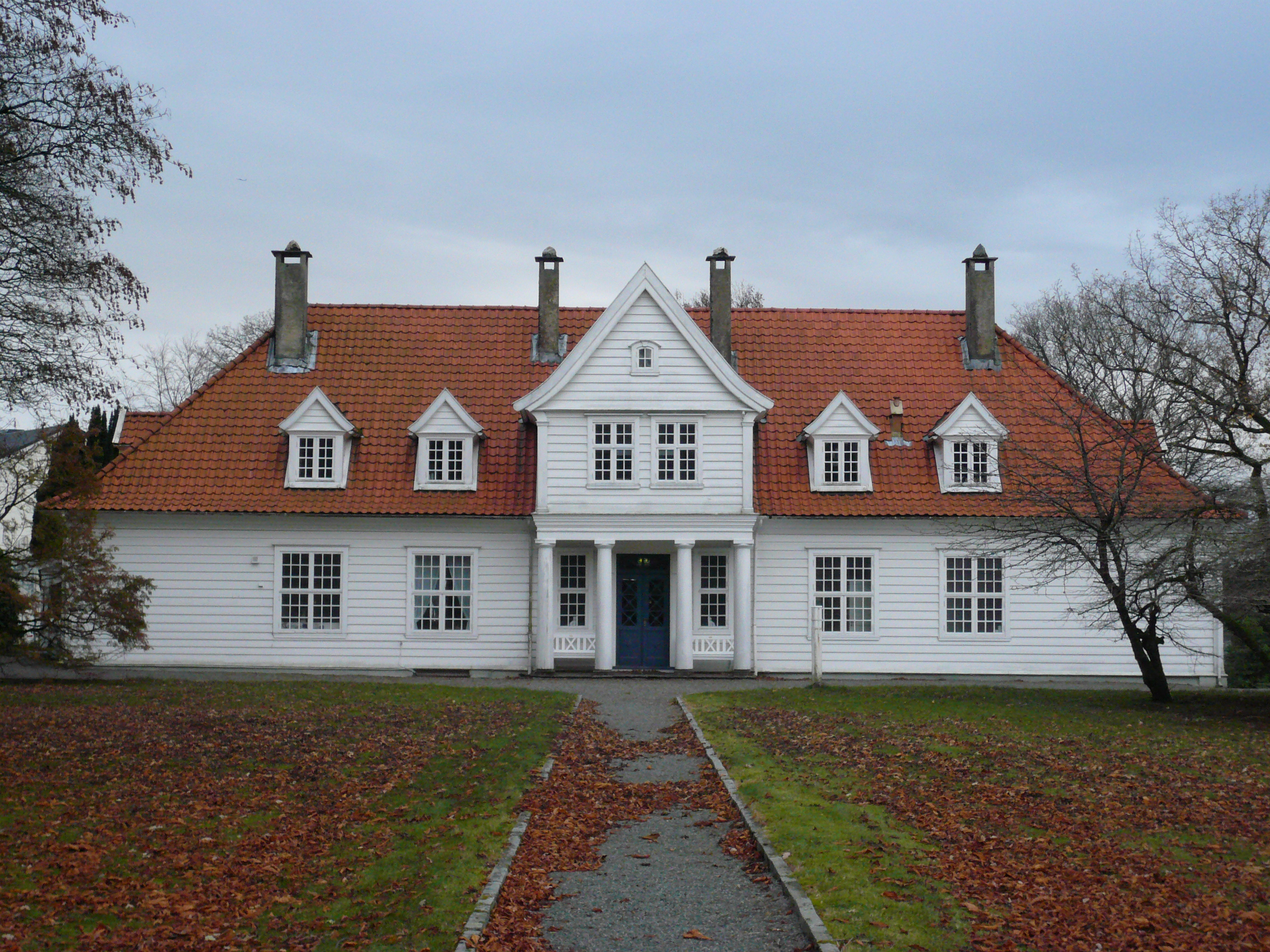
Gården Stend.

Wollert Konow (SB, det vill säga från Søndre Bergenhus amt), född den 16 augusti 1845 på gården Stend vid Bergen, död där den 15 mars 1924, var en norsk politiker, son till Wollert Konow, kusin till Wollert Konow. 
Konow blev student 1864 och studerade några år juridik. Gripen av den inom studentvärlden väckta rörelsen för folkupplysning avbröt han sina studier och öppnade en folkhögskola, först i Sunnhordland (Halsnøy kloster), sedan på Jæren. År 1873 övertog han faderns gård Stend, vid vilken drivits betydlig kvarnindustri med mera, och ägnade sig åt omfattande verksamhet. 
Som inkallad suppleant inträdde han 1879 första gången i stortinget, där han 1880-88 representerade Søndre Bergenhus amt, men blev inte omvald, då det moderata partiet fick övertaget. Emellertid hade han i stortinget åtnjutit mycken sympati och haft många uppdrag sig anförtrodda (presidentskapet i odelstinget sedan 1884 och i stortinget sedan 1886), och då Steens första ministär 1891 bildades, var han utsedd till minister i Stockholm, men avslog av parlamentariska skäl anbudet. 
Däremot deltog han 1895-98 i tredje unionskommitténs förhandlingar samt bildade med Otto Blehr och Jørgen Løvland den vänsterminoritet, som krävde särskild utrikesstyrelse och diplomatisk representation samt särskilt konsulatväsen för Norge. Med undantag av en kort, intermittent stortingsperiod 1898-1900 stod Konow utanför stortingsarbetet ända till valen 1909; däremot deltog han i den aktiva politiken. 
Jämte Christian Michelsen, Abraham Berge med flera bildade han sålunda vid stortingsvalen 1903 det nationella samlingspartiet, med uppgift att lösa de unionella tvistefrågorna, och efter unionsupplösningen 1905 understödde han den politik, som formulerades som program för en ny fraktion, Frisinnede Venstre, som i opposition mot Gunnar Knudsens ministär och regeringsparti, Det konsoliderede venstre, segrade vid valen hösten 1909. 
Som vald för Midthordlands krets, i Søndre Bergenhus amt, erhöll han säte och stämma i stortinget och fick i uppdrag att som statsminister bilda den av vänster- och högermän sammansatta ministären (1 februari 1910). Tack vare ungdomlig vigör och arbetsförmåga, omfattande kunskaper och klar politisk insikt lyckades han också skapa ett parlamentariskt regeringsparti.
Den av Konow ledda regeringen var dock inte särskilt stark och lyckades inte genomföra någon synnerligen utpräglad politik. Och då Konow 1912 öppet uttalade sin anslutning till landsmålet, väckte detta missnöje hos såväl högern som hans eget parti, och han lämnade i februari 1912 plats för en högerregering under Bratlie. Till stortingsperiodens slut samma år var han stortingspresident.